# Matteo Bianchi
Pour les articles homonymes, voir Bianchi.
Matteo Bianchi (né le 21 octobre 2001 à Bolzano) est un coureur cycliste italien, spécialiste des épreuves de vitesse sur piste. Il est notamment champion d'Europe du kilomètre en 2024 et 2025.

## Biographie
En août 2022, il remporte sa première médaille internationale chez les élites en décrochant l'argent sur le kilomètre des championnats d'Europe. Il bat à cette occasion le record national en 59,661 secondes.

## Palmarès

### Championnats du monde juniors
| Édition / Épreuve         | Kilomètre |
| Francfort-sur-l'Oder 2019 | Bronze    |

### Championnats d'Europe
| Édition / Épreuve          | Kilomètre | Keirin | Vitesse individuelle | Vitesse par équipes |
| Gand 2019 (juniors)        | Bronze    |        |                      |                     |
| Fiorenzuola 2020 (espoirs) |           |        |                      | 6e                  |
| Granges 2021               |           | 19e    | 27e                  |                     |
| Anadia 2022 (espoirs)      | Or        | Or     | 10e                  | Bronze              |
| Munich 2022                | Argent    |        | 16e                  |                     |
| Granges 2023               | 5e        | 21e    |                      | 6e                  |
| Anadia 2023 (espoirs)      | Or        | Or     |                      | Or                  |
| Apeldoorn 2024             | Or        |        |                      |                     |
| Heusden-Zolder 2025        | Or        |        |                      |                     |

### Championnats d'Italie
- 2019
  - 2e du keirin
  - 2e de la vitesse
- 2021
  - 2e de la vitesse
- 2022
  -  Champion d'Italie de vitesse par équipes
  - 2e du kilomètre
  - 2e du keirin
  - 2e de la vitesse
- 2023
  - 2e de la vitesse par équipes